# فرد بيلشر
فرد بيلشر (بالإنجليزية: Fred Belcher)‏ هو مهندس أمريكي، ولد في 3 يونيو 1881 في شيكوبي في الولايات المتحدة، وتوفي في 14 يناير 1957 في سبرينغفيلد في الولايات المتحدة.

## وصلات خارجية
- فرد بيلشر على موقع Racing-Reference.info (الإنجليزية)
- فرد بيلشر على موقع DriverDB.com (الإنجليزية)